# منظمة مالكي الأسلحة في أمريكا
منظمة مالكو الأسلحة النارية في أمريكا Gun Owners of America (GOA) هي منظمة تدافع عن حقوق الأسلحة النارية في الولايات المتحدة. إنها تبذل جهودًا لتمييز نفسها عن الرابطة الوطنية للبنادق (NRA) الأكبر حجما وانتقدت الرابطة بشكل علني في مناسبات متعددة بسبب ما تعتبره مساومة على حقوق الأسلحة.
كانت جمعية أنصار حمل الأسلحة صريحة في معارضتها لترشح جون ماكين للرئاسة عام 2008، ووصفت سجله في التصويت لصالح حقوق حمل الأسلحة بأنه "مروع وبائس ومثير للشفقة" ومنحته درجة F- في قضايا التعديل الثاني منذ عام 2004، في حين منحته الرابطة الوطنية للبنادق (من خلال لجنة العمل السياسي التابعة لها، NRA-PVF) درجة C+. 
وصف عضو الكونجرس رون بول منظمة مالكي الأسلحة في أمريكا بأنها "جماعة الضغط الوحيدة التي لا تقبل المساومة في واشنطن". ويظهر هذا الاقتباس من بول على الصفحة الرئيسية لموقع جمعية مالكي الأسلحة في أمريكا. كان بول المرشح الرئاسي الوحيد لعام 2008 الذي حصل على درجة A+ من جمعية مالكي الأسلحة الأمريكية.

## تاريخها
تأسست المنظمة عام 1976 من عضو مجلس الشيوخ في ولاية كاليفورنيا إتش إل ريتشاردسون. تمارس المنظمة الضغط على الهيئات التشريعية في كل من الولايات والحكومة الفيدرالية لتعزيز حقوق التعديل الثاني. كان ريتشاردسون رئيس لجمعية مالكي الأسلحة الأمريكية حتى تقاعده عام 2017. تيم مايسي، الذي كان عضو في مجلس الإدارة منذ تأسيس المنظمة، أصبح رئيس بعد ذلك.
تيم مايسي هو رئيس مجلس إدارة ملاك الأسلحة النارية في أمريكا. وقد كان عضو في مجلس الإدارة لأكثر من 35 عام منذ إنشاء المنظمة. يشارك مايسي أيضًا في المنظمة الشقيقة لملاك الأسلحة النارية في أمريكا. حيث يعمل في مجالس إدارة مؤسسة ملاك الأسلحة النارية، وصندوق النصر السياسي لملاك الأسلحة النارية في أمريكا، وملاك الأسلحة النارية في كاليفورنيا.
يشغل جون فيليكو منصب نائب الرئيس التنفيذي. وقد شغل في السابق منصب مدير الشؤون الفيدرالية للمنظمة.
إيريك برات هو نائب الرئيس الأول للمنظمة، بعد أن عمل في مجال السياسة المتعلقة بالأسلحة النارية لأكثر من ثلاثة عقود. عمل إيريك تحت عدة ألقاب في ملاك الأسلحة النارية في أمريكا - من المديرين الفيدراليين والولائيين إلى مدير الاتصالات للمنظمة. وهو يعمل الآن كمتحدث وطني رئيسي ويركز على السياسة لكل من المستويين الفيدرالي والولائي للحكومة.
سام باريديس هو عضو مجلس الدارة ويشغل ايضا منصب المدير التنفيذي للمنظمة الشقيقة لملاك الأسلحة النارية في كاليفورنيا، ملاك الأسلحة النارية في كاليفورنيا. باريديس هو مدرب معتمد للأسلحة النارية.

## الأنشطة
إن منظمة مالكي الأسلحة النارية في أمريكا هي منظمة غير ربحية 501(c)(4). ووفقًا لموقع منظمة مالكي الأسلحة النارية في أمريكا على الإنترنت، فإن مجلس إدارتها يزعم أن الأمريكيين فقدوا بعض حقوقهم المتعلقة بالأسلحة النارية، وتسعى منظمة مالكي الأسلحة النارية في أمريكا إلى استعادتها.
ووفقًا لروايتها، فقد أنفقت منظمة مالكي الأسلحة النارية في أمريكا أكثر من 1.75 مليون دولار أمريكي للضغط على الكونجرس عام 2004، وأكثر من 18 مليون دولار أمريكي بين عامي 1998 و2004. إن لجنة العمل السياسي الفيدرالية التابعة للمنظمة هي "صندوق النصر السياسي لمالكي الأسلحة النارية في أمريكا" (C00278101). وهي تجمع الأموال لدعم انتخاب المرشحين المؤيدين للأسلحة النارية على جميع مستويات الحكومة.
إن المنظمة هي تعليمية غير ربحية. وهي تعمل كذراع بحثية لمنظمة مالكي الأسلحة النارية في أمريكا. ويتمثل هدفها الرئيسي في عقد ندوات في جميع أنحاء البلاد لإعلام الجمهور والمنافذ الإعلامية والمسؤولين الحكوميين المختلفين بقضايا التعديل الثاني. بدأت المنظمة عام 2008 حملة جديدة من خلال إنشاء إعلانات خدمة عامة للترويج لما تسميه "السلامة السليمة للأسلحة النارية". ووفق لها فإن هدف حملتها هو "زيادة الوعي العام بمخاطر عدم وجود سلاح ناري جاهز للحماية وتشجيع مالكي الأسلحة النارية على عدم حبس أفضل وسائل الدفاع عن النفس لديهم".

## الانتصارات
- في 13 يوليو 2006، شهد السيناتور ديفيد فيتر تصويت بأغلبية 84 صوت مقابل 16 لصالح تعديله الذي يحظر استخدام الأموال الفيدرالية للعملاء الفيدراليين لمصادرة الأسلحة أثناء حالة الطوارئ المعلنة.[14]
- في 27 يونيو 2007، تم تمرير تعديل بنس. تم تمرير مشروع القانون، الذي سمي على اسم النائب آنذاك ونائب الرئيس المستقبلي مايك بنس، بأغلبية 309 أصوات مقابل 115. وفق لمالكي الأسلحة النارية في أمريكا، منع التعديل قدرة لجنة الاتصالات الفيدرالية على استخدام مبدأ الإنصاف للحد من حرية التعبير المسموح بها من قبل منظمات مثل مالكي الأسلحة النارية في أمريكا عبر موجات الأثير.[15]
- في 9 أغسطس 2007، دعم مالكي الأسلحة النارية في أمريكا عمل فيتر في دفع مشروع قانون ينص على أنه لا يمكن استخدام أي أموال أمريكية من قبل الأمم المتحدة أو أي مجموعة تابعة للأمم المتحدة لتقييد أو فرض ضرائب على حقوق التعديل الثاني. إذا حاولوا القيام بذلك، يمكن للولايات المتحدة سحب أموالها من المنظمة. تم تمرير مشروع القانون هذا، HR-2764، والمعروف أيضًا باسم قانون المخصصات الموحدة، بأغلبية 81 صوت مقابل 10.[16]
- في 25 فبراير 2008، قام السيناتور جيم ديمينت بتعديل مشروع القانون S-1200، قانون تحسين الرعاية الصحية للهنود. ونص القانون على أن الأموال سوف تستخدم "للوقاية من العنف". وبمجرد محاولة استخدام الأموال في إعادة شراء الأسلحة، دفع ديمينت إلى تمرير تعديل على القانون ينص على أنه لا يمكن استخدام الأموال في أي برامج مناهضة للأسلحة. تم تمرير تعديل ديمينت بأغلبية 78 صوتًا مقابل 11 صوتًا.[17]
- عام 2010، قامت المنظمة بحملات من أجل تمرير قوانين قانون حرية الأسلحة النارية في جميع أنحاء البلاد بما في ذلك ألاسكا وأريزونا وأيداهو وداكوتا الجنوبية ويوتا ووايومنغ.[18]

## روابط خارجية
- Gun Owners Foundation
- FEC filings for GOA's PAC